# Ivo Möller
Ivo Möller (* 1988) ist ein deutscher Schauspieler, Synchron- und Hörspielsprecher.

## Leben
Von 2006 bis 2022 sprach Möller die Rolle des Julian in der Hörspielserie Fünf Freunde des Labels Europa. Er synchronisierte unter anderem Rubble aus der Serie PAW Patrol und Ollie Pesto aus der Serie Bobs Burgers. In den Folgen 39 bis 41 der Fernsehserie Die Pfefferkörner spielte er von 2003 bis 2004 die Rolle des Lasse.

### Privates
Ivo Möller ist der Sohn des deutschen Schauspielers Kai Henrik Möller.
Seine Schwester Kaya Marie Möller (* 1985) ist ebenfalls als Schauspielerin und Synchronsprecherin tätig.

## Filmographie
- 1997: Ein Mann steht seine Frau
- 1998: Bella Block – Auf der Jagd
- 1998: Tatort – Schüsse auf der Autobahn
- 2001: Das Glück ist eine Insel
- 2003–2004: Die Pfefferkörner (Fernsehserie, 3 Folgen)

## Synchronisation
- 2009: Dorfpunks
- seit 2011: Bobs Burgers
- seit 2013: PAW Patrol
- 2017: A Prayer Before Dawn – Das letzte Gebet

## Hörspiele
- 2003: Folge 51 Fünf Freunde und der Eisenbahnraub (als Alf)
- 2006–2022: Folge 68–146 Fünf Freunde (als Julian)
- 2008: Folge 161 TKKG Ein Yeti in der Millionenstadt (als Ronny)
- 2009: Folge 164 TKKG Operation Hexen-Graffiti (als Polizist)
- 2009: Folge 166 TKKG Das Mädchen mit der Kristallkugel (als Felix)
- 2010: Folge 168 TKKG Millionencoup im Stadion (als Leon)
- 2010: Folge 143 Die drei ??? und die Poker-Hölle (als Benni)
- 2017: Die drei ??? und das kalte Auge (als Reporter)
- 2017: Folge 200 TKKG Der große Coup (als Detlef Bigsel)
- 2020: Folge 205 Die drei ??? Das rätselhafte Erbe (als Butler)
- 2020: Folge 68 Die drei !!! Gefahr im Netz (als Lars)
- 2021: Folge 209 Die drei ??? Kreaturen der Nacht (als Smiddie)
- 2021: Folge 218  TKKG Schutzgeld für Dämonen (als Herr Albrecht)
- 2021: Folge 219 TKKG Terror frei Haus (als Herr)
- 2021: Folge 211 Die drei ??? und der Jadekönig (als Dark Blue D)
- 2022: Folge 221 TKKG Bei Raubzug helfen Ahnungslose (als Hauke Hupe)